# Anyphops reservatus
Anyphops reservatus là một loài nhện trong họ Selenopidae.
Loài này thuộc chi Anyphops. Anyphops reservatus được George Newbold Lawrence miêu tả năm 1937.